# ششتوك (جزين)
ششتوك (بالفارسية: ششتوک) هي مستوطنة تقع في إيران في قسم جزين الريفي. يقدر عدد سكانها بـ 94 نسمة .